# Cygnus OB7
Cygnus OB7 és una associació d'OB en la galàxia de la Via Làctia al complex núvol molecular del Cigne, que també conté les regions formants d'estrelles Cygnus-X, la nebulosa d'Amèrica del Nord i la nebulosa del Pelicà. La nebulosa del Sac de Carbó nord s'hi troba en el primer pla d'aquesta regió.
1. 1 2   «Kinematics of OB-associations and the new reduction of theHipparcosdata» (en anglès). Monthly Notices of the Royal Astronomical Society, 1, 21-11-2009, pàg. 518–523. DOI: 10.1111/J.1365-2966.2009.15484.X.
2. 1 2   «The line-of-sight velocities of OB associations and molecular clouds in a wide solar neighborhood : the streaming motions of stars and gas in the Perseus Arm». Astronomy Letters, 2003, pàg. 311–320. DOI: 10.1134/1.1573280.